# Крива Пустош
Кривá Пýстош (до 1920 Казьóнне) — село в Україні, у Братській селищній громаді Вознесенського району Миколаївської області. Село розкинулося на лівому березі річки Мертвоводу, за 16 км на північний схід від районного центру і за 39 км від залізничної станції Людмилівка.
Населення становить 406 осіб. До 2020 року орган місцевого самоврядування — Кривопустоська сільська рада
Засноване село у 60-х роках ХІХ ст. Першими жителями його були міщани — переселенці з Херсонської губернії.

## Пам'ятки
- Крива Пустош — геологічна пам'ятка природи місцевого значення в Україні.

## Населення
Згідно з переписом УРСР 1989 року чисельність наявного населення села становила 415 осіб, з яких 192 чоловіки та 223 жінки.
За переписом населення України 2001 року в селі мешкали 404 особи.

### Мова
Розподіл населення за рідною мовою за даними перепису 2001 року:
| Мова       | Чисельність | Відсоток |
| ---------- | ----------- | -------- |
| українська | 373         | 91,87%   |
| румунська  | 15          | 3,69%    |
| російська  | 8           | 1,96%    |
| білоруська | 4           | 0,99%    |
| гагаузька  | 4           | 0,99%    |
| вірменська | 1           | 0,25%    |
| інші       | 1           | 0,25%    |
| Усього     | 406         | 100%     |